# جورج دريشر
جورج دريشر (بالألمانية: Georg Drescher)‏ هو دراج ألماني، ولد في 17 مارس 1870 في ماينتس في ألمانيا، وتوفي في 23 أكتوبر 1938 في فيينا في النمسا.

## وصلات خارجية
- جورج دريشر على موقع أوليمبيديا (الإنجليزية)